# كاشتا
| ملوك الأسرة النوبية الخامسة والعشرون             |
| الارا كاشتا بعانخي شباكا شبتكو تهراقا تنوت اماني |

كاشتا هو أحد الملوك الكوشيين للنوبة وخليفة الملك الارا النوبي مؤسس مملكة نبتة النوبية. وقد خلفه بعنخي الذي نجح في غزو مصر القديمة وإنشاء الأسرة المصرية الخامسة والعشرون، ولكن ينظر بعض المؤرخين إلى كاشتا باعتباره أول ملوك الأسرة الخامسة والعشرين بسبب تمتعه بنفوذ ملحوظ في مصر العليا. الترجمة المباشرة لاسمه تعنى الكوشي منسوباً إلى مملكة كوش.) 

## الاسرة
يحتمل ان يكون الملك كاشتا شقيق الملك الارا النوبي الذي خلفه على العرش الكوشي، 
الزوجة الوحيدة التي عرفت له هي الملكة باباتشما وهنالك العديد من الأبناء المحتملين مثل:
- الملك بعنخي يمكن ان يكون ابن كاشتا أو ابن الملكة باباتشما.
- الملك شباكا الذي ورد ذكره علي انه شقيق الملكة أماني ري ناس الأولي وبالتالي ابن كاشتا وابن الملكة باباتشما.[2][3]
- الملكة كينسا.[2]
- الملكة بكساتر التي يعتقد انها توفيت أثناء حملة بعنخي علي مصر.[3] ، فيما يعتقد بعض العلماء ان هذه الملكة هي ابنة الملكة باباتشما بالتبني.[4]
- الملكة أماني ري ناس الأولي، عثر علي تمثال مسجل فيه انها ابنة الملك كاشتا والملكة باباتشما.
- الملكة نفروكاكاشتا يعتقد بأنها ابنة الملك كاشتا والملكة باباتشما.[2][3]

## الحكم الكوشي لمصر العليا
بينما حكم كاشتا النوبة من نبتة، مارس أيضًا درجة كبيرة من السيطرة على صعيد مصر من خلال تمكنه من تعيين ابنته، أماني ريديس الأولى، كزوجة الإله آمون في طيبة خلفا لشيبنوبيت الأولى ابنة أوسركون الثالث، مستغلا تراجع سلطة حكام مصر السفلى في الجنوب، وربما العلاقات بين كهنة آمون في طيبة ونظرائهم في نبتة. وصف هذا التطور بأنه كان «اللحظة الرئيسية في عملية بسط الكوشيين سلطتهم على الأراضي المصرية» تحت حكم كاشتا، حيث منح شرعية لاستيلاء الكوشيين على منطقة طيبة. يلاحظ الباحث المجري توروك أنه ربما كانت هناك حاميات كوشية متمركزة في طيبة نفسها خلال عهد كاشتا لحماية سلطته في مصر العليا وإحباط غزو محتمل لهذه المنطقة من مصر السفلى.
ويلاحظ توروك أن استيلاء كاشتا على مصر العليا كان على الأغلب سلميا، ويُقترح ذلك على حد سواء «من خلال حقيقة أن أحفاد أوسركون الثالث: تاكيلوت الثالث ورودامون استمروا في التمتع بمكانة اجتماعية عالية في طيبة في النصف الثاني من القرن الثامن وفي النصف الأول من القرن السابع»[قبل الميلاد] كما يتضح من مدافنهم في هذه المدينة بالإضافة إلى النشاط المشترك بين شيبنوبيت وزوجة الإله آمون المنتخبة أماني ريديس الأولى، ابنة كاشتا. وقد عثر على لوحة من عهد كاشتا في إلفنتين (في أسوان حاليا) - في المعبد المحلي المكرس للإله خنوم - والتي تشهد على سيطرته على هذه المنطقة حينها. حيث تحمل لقبه الملكي: "Nimaatre". مدة عهد كاشتا غير معروفة. تشير بعض المصادر إلى كاشتا كمؤسس الأسرة الخامسة والعشرين حيث كان أول ملك كوشي قام بتوسيع نفوذ مملكته إلى مصر العليا.  
تحت حكم كاشتا، حدث تمصير سريع للسكان الكوشيين الأصليين في مملكته، والذين عاشوا بين الشلالين الثالث والرابع من نهر النيل، واعتمدوا التقاليد المصرية وكذلك الدين والثقافة، حيث أبدى كاشتا إعجابًا كبيرًا بالثقافة المصرية، واستورد القطع الأثرية من الشمال.
| سبقه: الارا النوبي | ملوك كوش وملوك الأسرة الخامسة والعشرون | خلفه: الملك بعانخي |